# Liste des maires de Combourg
La liste des maires de Combourg présente la liste des maires de la commune française de Combourg, située dans le département d'Ille-et-Vilaine en région Bretagne.

## La mairie
La chapelle Saint-Pierre-et-Saint-Paul (construite en 1652, détruite aujourd'hui) a longtemps servie de mairie puis, entre 1846 et 1906, celle-ci fut située au 10 rue Notre-Dame à quelques pas de la maison de la Lanterne.
L'hôtel de ville actuel a été construit entre 1906 et 1907 sur les plans de l'architecte servannais Édmond Pariset. La salle de la mairie fut restaurée en 1923 et l'édifice rénové dans les années 1990.
D'octobre 2017 à mars 2020, des travaux d'extension (sur l'ancienne caserne des pompiers) et de réhabilitation du bâtiment existant ont eu lieu.

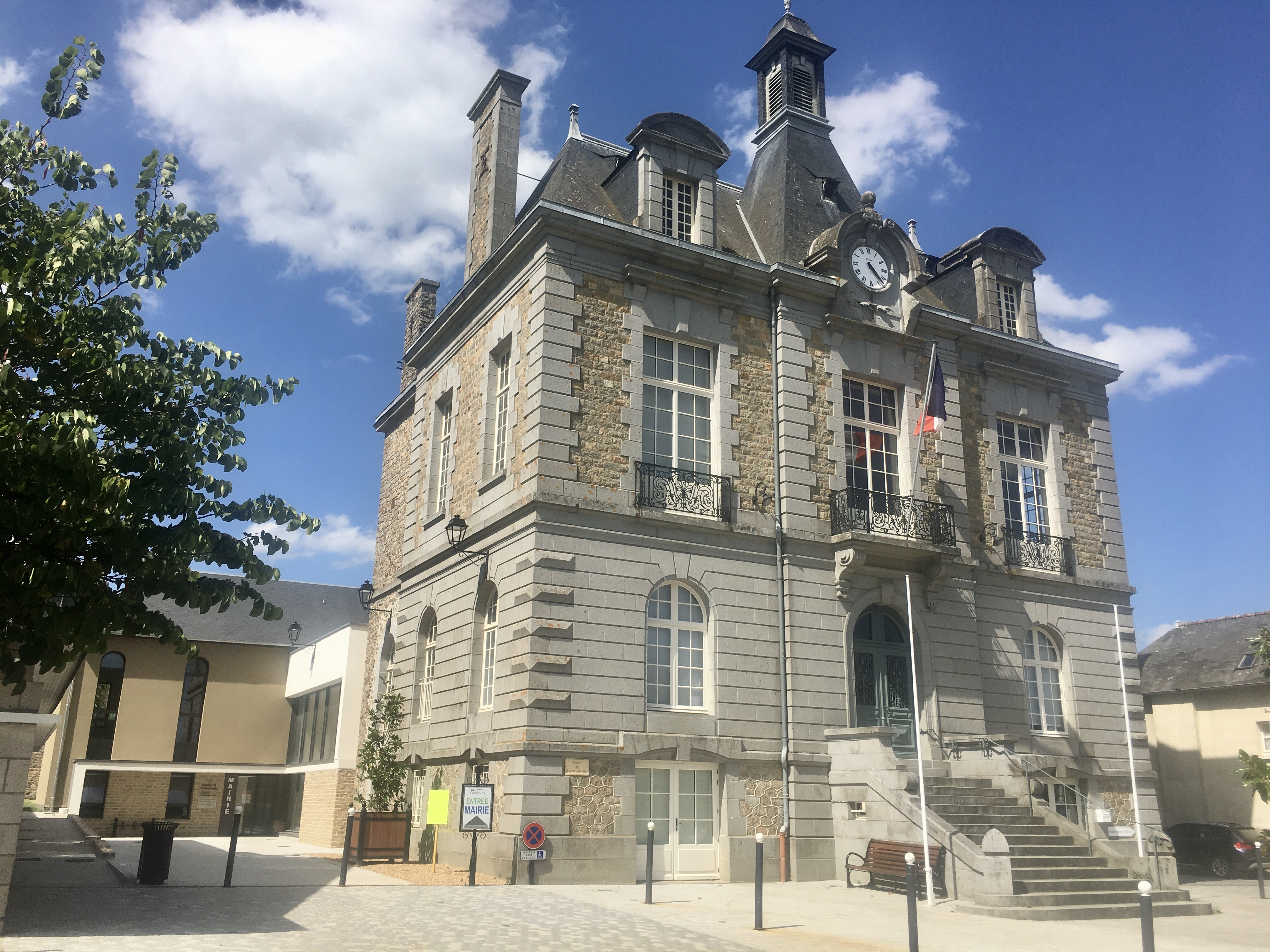
La mairie après travaux.
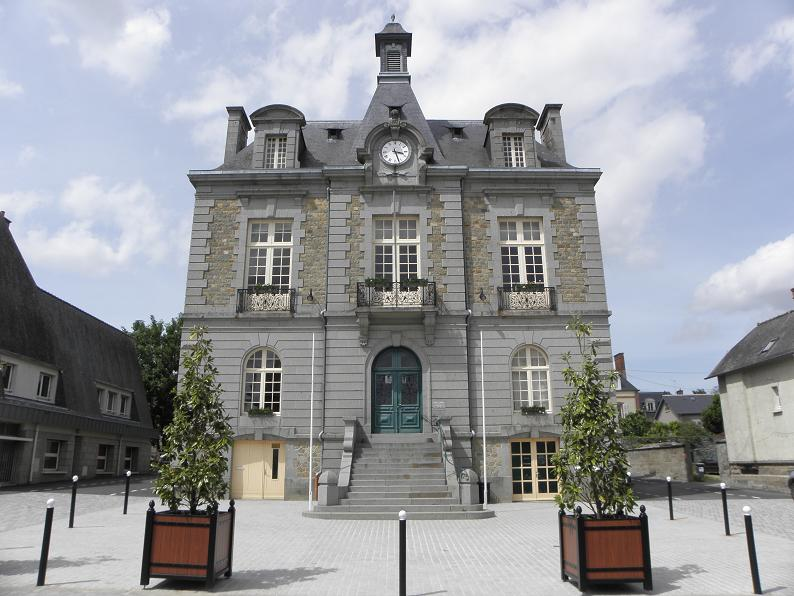
La mairie en 2011.
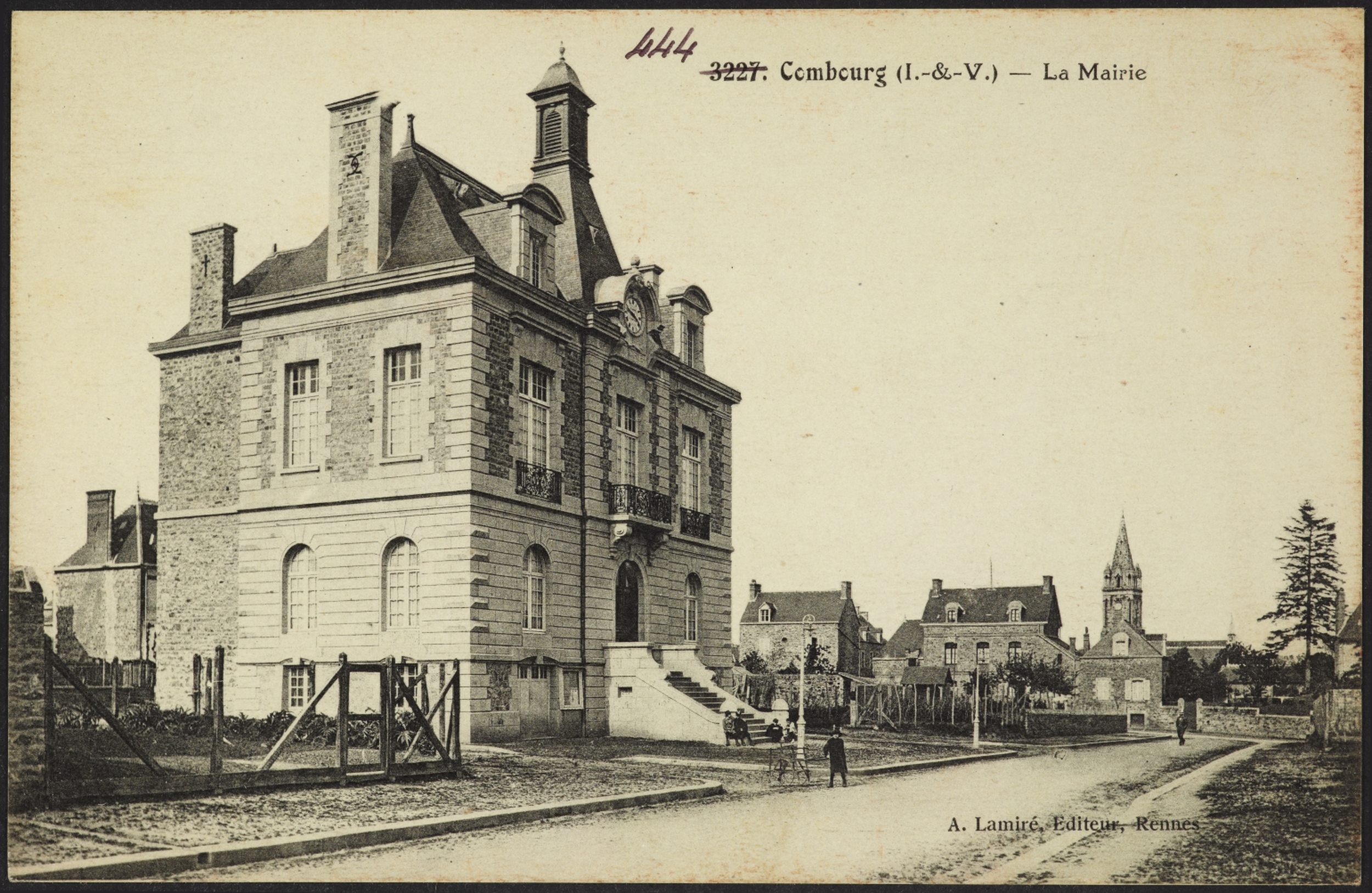
La mairie dans les années 1910.

## Liste des maires

### Entre 1790 et 1945
| Période                                  | Période                  | Identité                                     | Étiquette    | Qualité |
| ---------------------------------------- | ------------------------ | -------------------------------------------- | ------------ | --- |
| février 1790                             | juillet 1790             | Jean Gesbert de la Noë-Seiche (1748-1828)    |              | Avocat, sénéchal et administrateur du district de Dol Appelé au district de Dol, il démissionne de son mandat en juillet 1790.                                              |
| Maire en juillet 1790                    | 1792                     | M. de Noury de Mauny (1733-1793)             |              | Avocat au Parlement Appelé au district de Dol, il démissionne de son mandat de maire en 1792.                                                                               |
| 1795                                     | 1795                     | Mathurin-Julien Garnier du Plessix (1759-?)  |              | Avocat au Parlement Ne put continuer d'exercer les fonctions de maire en raison de sa mauvaise santé. Finalement devenu fou, il termine ses jours dans une maison de santé. |
| Les données manquantes sont à compléter. |                          |                                              |              | |
| Maire en 1808                            | août 1815                | Jean Baptiste Lodin (1762-1824)              |              | Médecin |
| Maire en août 1815                       | mars 1832                | Michel Jean Gabriel Lecorvaisier (1775-1835) |              | Greffier de justice de paix, notaire |
| Maire en mars 1832                       | 1839                     | Henri Hilarion Noël Gaultier (1770-1846)     |              | Lieutenant-colonel en retraite, commandant en chef de la Garde nationale |
| Les données manquantes sont à compléter. |                          |                                              |              | |
| décembre 1840                            | 16 juillet 1843          | Michel Delamaire (1793-1851)                 |              | Médecin, ancien adjoint au maire Nommé maire |
| 1843                                     | 1870                     | François Aoustin (1801-1882)                 |              | Ancien officier d'artillerie, secrétaire de mairie |
| 1871                                     | 1871                     | Alphonse de Freslon (1796-1884)              |              | |
| 1871                                     | décembre 1874            | Michel Parent (1822-1876)                    | Républicain  | Négociant |
| janvier 1875                             | novembre 1876            | François Aoustin (1801-1882)                 |              | Négociant Nommé maire |
| novembre 1876                            | septembre 1877           | Victor Thomas (1832-1885)                    |              | Entrepreneur, propriétaire de briqueterie Nommé maire |
| septembre 1877                           | janvier 1878             | Jean François Brugalé (1820-1891)            |              | Greffier de justice de paix, notaire Nommé maire |
| janvier 1878                             | avril 1878               | Victor Thomas (1832-1885)                    |              | Entrepreneur, propriétaire de briqueterie Nommé maire |
| avril 1878                               | novembre 1880            | Pierre-Marie Jamin (1849-1893)               |              | Négociant Nommé maire |
| novembre 1880                            | 1885                     | Victor Thomas (1832-1885)                    |              | Entrepreneur, propriétaire de briqueterie Nommé maire |
| 1885                                     | février 1900 (démission) | Gervais Parent (1852-1913)                   | Opportuniste | Percepteur, huissier Conseiller d'arrondissement (? → 1900) Réélu en 1888, 1892 et 1896                                                                                     |
| 18 février 1900                          | février 1903 (démission) | Pierre Roussel (1842-1914)                   | Rép.lib.     | Agriculteur |
| 15 mars 1903                             | décembre 1919            | Valentin Cutté (1854-1936)                   | Républicain  | Marchand de grains, négociant en beurre, cafetier Réélu en 1904, 1908 et 1912                                                                                               |
| décembre 1919                            | 23 décembre 1938 (décès) | Émile Bohuon (1880-1938)                     | Rad.ind.     | Vétérinaire Conseiller général de Combourg (1928 → 1938) Réélu en 1925, 1929 et 1935                                                                                        |
| 27 janvier 1939                          | 22 mai 1944 (décès)      | Joseph Hubert père (1892-1944)               | Rad.         | Négociant en vin (1939) |
| 16 novembre 1944                         | 18 mai 1945              | Eugène Legendre                              | Rad.soc.     | Cultivateur, adjoint au maire |
| Les données manquantes sont à compléter. |                          |                                              |              | |

### Depuis 1945
Depuis l'après-guerre, six maires se sont succédé à la tête de la commune.
| Période         | Période                   | Identité             | Étiquette     | Qualité |
| --------------- | ------------------------- | -------------------- | ------------- | --- |
| 18 mai 1945     | 7 août 1970 (démission)   | Abel Bourgeois       | Rad.soc. FGDS | Notaire Conseiller général de Combourg (1945 → 1949 puis 1955 → 1967) Vice-président du conseil général d'Ille-et-Vilaine Réélu en 1947, 1953, 1959, 1965 et 1968,                                                                                  |
| 16 octobre 1970 | 26 mars 1971              | Joseph Hubert fils   | Centre gauche | Médecin généraliste Premier adjoint au maire (1953 → 1970) |
| 26 mars 1971    | 25 mars 1977              | André Belliard       | UDR puis RPR  | Médecin généraliste Conseiller régional de Bretagne (1974 → 1998) Conseiller général de Combourg (1967 → 1998) |
| 25 mars 1977    | 17 mars 1983              | Joseph Hubert fils   | Centre gauche | Médecin généraliste |
| 17 mars 1983    | 20 juin 1995              | André Belliard       | RPR           | Médecin généraliste Suppléant du sénateur Yvon Bourges (1980 → 1989) Conseiller régional de Bretagne (1974 → 1998) Conseiller général de Combourg (1967 → 1998) Président du SIVOM des cantons de Combourg et Tinténiac (1979 → 1995) Réélu en 1989 |
| 20 juin 1995    | 17 mars 2001              | Marie-Thérèse Sauvée | PS            | Commerçante Suppléante du député François André (2012 → 2017) Suppléante du député Edmond Hervé (1997 → 2002) Conseillère générale de Combourg (1998 → 2015) Vice-présidente du conseil général d'Ille-et-Vilaine (2008 → 2015)                     |
| 17 mars 2001    | En cours (au 25 mai 2020) | Joël Le Besco        | UMP-LR (app.) | Vétérinaire retraité 6e vice-président de la CC Bretagne Romantique (2020 → ) 2e vice-président de la CC Bretagne Romantique (2008 → 2020) 1er vice-président de la CC Bretagne Romantique (2001 → 2008) Réélu en 2008, 2014 et 2020                |

## Biographies des maires

### Biographie du maire actuel
Joël Le Besco (11 février 1951- )
Vétérinaire retraité. Conseiller municipal depuis 1983, il est maire RPR puis apparenté UMP-LR depuis 2001 et vice-président de la communauté de communes Bretagne romantique chargé des équipements et bâtiments communautaires. Il est reconduit dans ses fonctions en 2008, 2014 et 2020.

### Biographies des anciens maires
Marie-Thérèse Sauvée (29 juillet 1949 - )

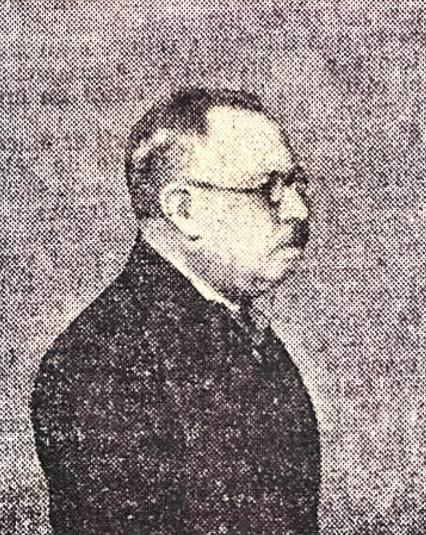
Émile Bohuon, maire de 1919 à 1938

Ancienne professeure d'espagnol puis bijoutière de la Place Albert Parent, elle fut à la tête de la mobilisation pour la construction d'un lycée public avant d'être élue maire de la commune de 1995 à 2001 – battue par l'apparenté UMP Joël Le Besco – puis conseillère générale PS du canton de Combourg entre 1998 et 2015. Par ailleurs, elle a été la suppléante des députés socialistes Edmond Hervé (1997-2002) et François André (2012-2017).
André Belliard (25 juin 1932 à Bourg-Achard - 20 janvier 2005 à Saly au Sénégal)

Médecin généraliste, membre de l'UDR puis du RPR, il fut conseiller municipal de 1965 à 1995, puis maire de 1971 à 1977 et de nouveau entre 1983 à 1995, conseiller général du canton de Combourg de 1967 à 1998, conseiller régional de 1974 à 1998, président du Sivom des cantons de Combourg et de Tinténiac de 1979 à 1995, chevalier des palmes académiques en 1976. Il a reçu le titre de maire honoraire le 22 août 2001.
Joseph Hubert fils  (25 juin 1921 à Combourg - 26 mai 1994 à Rennes)

Médecin généraliste et premier adjoint d'Abel Bourgeois, il est élu premier édile le 16 octobre 1970 avec 20 voix sur 23 (1 pour le deuxième adjoint Eugène Legendre et 2 bulletins blancs), en raison de la démission de son prédécesseur. Réélu conseiller municipal mais non reconduit dans ses fonctions six mois plus tard, il retrouve son siège lors des élections municipales de 1977 et reste maire durant un mandat. En septembre 1973 puis en mars 1979, il est candidat de centre gauche aux élections cantonales mais il est sèchement battu : il ne recueille que 28,45 % des suffrages exprimés (32,50 % à Combourg) contre 53,38 % (54,22 %) pour le conseiller général sortant.
À nouveau candidat à la mairie en 1989, à la tête d'une « liste d'union de majorité présidentielle et d'ouverture », il est cependant défait par André Belliard.
En juin 1968, il est également le suppléant de Marcel Planchet, maire de Saint-Malo et candidat centriste aux élections législatives dans la sixième circonscription.
Abel Bourgeois (1904 - 26 novembre 1970 à Combourg)

Notaire de profession, il entre au conseil municipal le 5 mai 1935 puis devient adjoint de Joseph Hubert père le 27 janvier 1939. En mai 1945, il est élu maire puis conseiller général de Combourg quelques mois plus tard. Battu aux élections cantonales de 1949 par Ange Denis (MRP), il retrouve son siège en 1955 et le conservera jusqu’en 1967, année où le gaulliste André Belliard conquiert le canton. Tête de liste radicale-socialiste aux législatives de 1956, il obtient 22 293 voix. À nouveau candidat en 1958, dans la circonscription de Saint-Malo, il arrive en cinquième position et recueille 10,8 % (6 550 voix) des suffrages exprimés.
Réélu maire à cinq reprises – la dernière fois à l'issue d'une élection partielle organisée les 28 avril et 5 mai 1968, –, il quitte ses fonctions en août 1970 pour raison de santé. À la même date, il est suspendu provisoirement de ses fonctions notariales puis est déclaré en faillite personnelle par le tribunal de commerce de Saint-Malo.
Hospitalisé à l'Hôtel-Dieu de Rennes, il décède quelques jours plus tard à l'âge de 67 ans.
Abel Bourgeois fut par ailleurs le président-fondateur de La Jeunesse Combourgeoise, amicale sportive et culturelle créée en 1946.
Eugène Legendre (9 avril 1900 à Québriac - 30 avril 1987 à Combourg)

Cultivateur et propriétaire exploitant à la Saudrais, il est élu premier édile le 16 novembre 1944 et le demeure jusqu'aux élections municipales de 1945. Il devient par la suite adjoint au maire sous les mandats Bourgeois et Hubert fils (1945-1971).
Figure locale du monde agricole, il fut président du syndicat agricole de Combourg et du Groupement de productivité ainsi que vice-président de la Fédération des syndicats agricoles d'Ille-et-Vilaine et président départemental de l'Office des céréales.

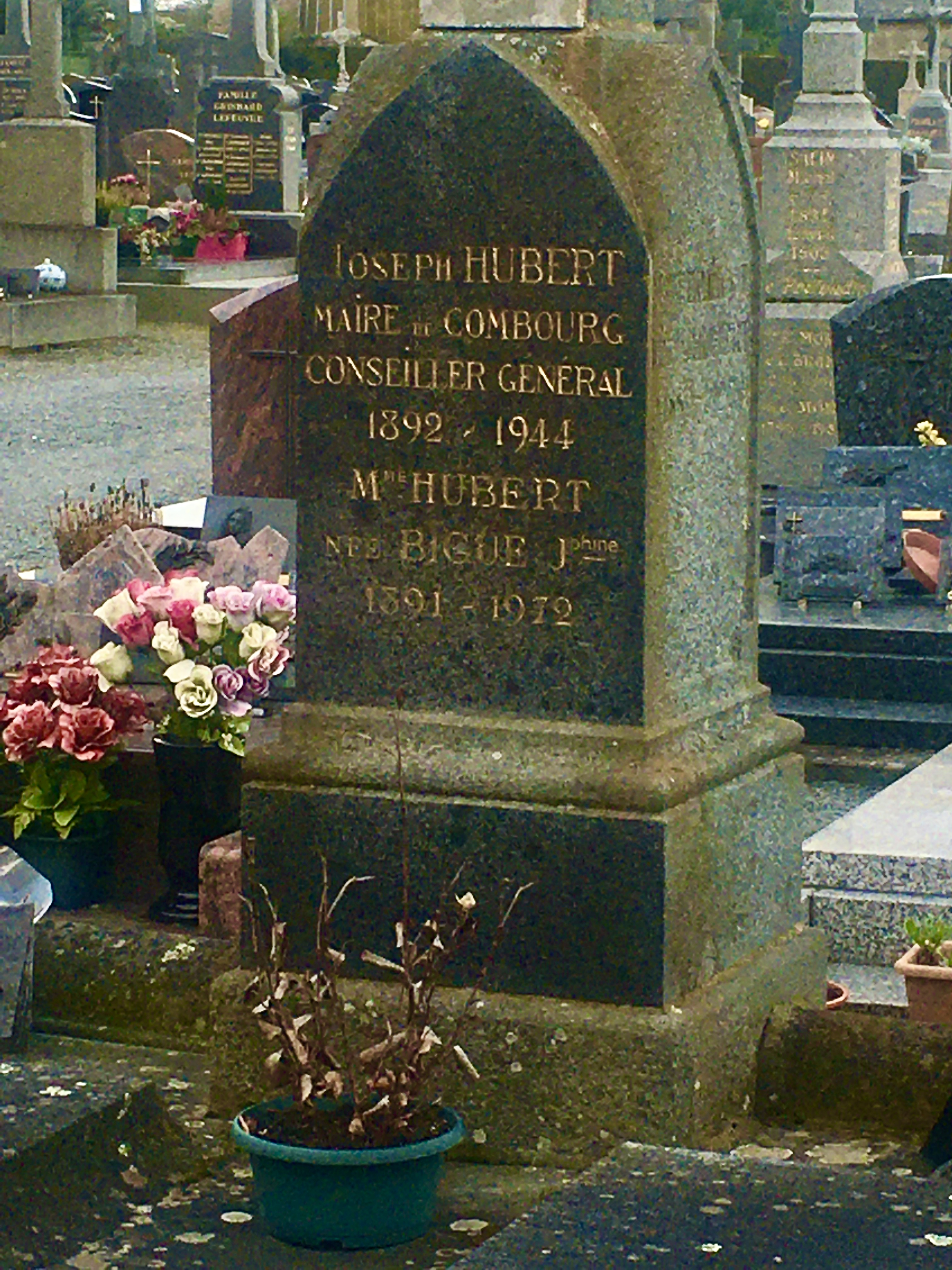
Pierre tombale de Joseph Hubert père au cimetière du Centre

Joseph Hubert père  (13 janvier 1892 à Combourg - 22 mai 1944 à Combourg)

Négociant en vin et ancien combattant de la guerre 14-18, il entra au conseil municipal en décembre 1919 puis fut nommé premier adjoint en mars  1935 à la mort d'Albert Parent. Élu maire en janvier 1939 puis conseiller général le mois suivant, il succéda à Émile Bohuon décédé dans ses fonctions. En mai 1943, il est nommé conseiller départemental par le gouvernement de Vichy. Il restera premier édile jusqu'à son décès en 1944.
Émile Bohuon (1880 - 23 décembre 1938 à Combourg)

Diplômé de l'École d'agriculture de Rennes et de l'École vétérinaire d'Alfort, il devint maire de Combourg lors des élections municipales de 1919. En 1928, il est élu conseiller général du canton de Combourg sous l'étiquette des radicaux indépendants et le demeurera jusqu'à son décès.
Il mourut d'une congestion à l'âge de 58 ans. Ses obsèques réunirent selon L'Ouest-Éclair plus de 3 000 personnes dont le ministre de l'Air Guy La Chambre, le président du conseil général Marcel Rupied et des maires de tout le département ainsi que des représentants de l'ordre des vétérinaires.
Valentin Marie Cutté (3 septembre 1854 à Feins - 1936)

Marchand de grains, négociant en beurre et cafetier, il est élu maire le 15 mars 1903 en remplacement de Pierre Roussel, démissionnaire. Républicain, il est réélu en mai 1904, mai 1908 et mai 1912.
Il est titulaire de la médaille de chevalier du Mérite agricole.
Victor Thomas (1832-1885)

Entrepreneur et propriétaire d'une briqueterie, Victor Jean François Thomas fut maire de Combourg à trois reprises (1876-1877, 1878 et 1880-1885). Il était le père de Victor Célestin Thomas, poète, directeur de revues et journaliste.
Jean-François Brugalé (13 octobre 1820 à Combourg - 21 octobre 1891 à Combourg)

Clerc de notaire en 1845, il devient greffier de justice de paix de Combourg en 1848, puis notaire dans cette même ville de 1871 jusqu'au 21 juillet 1878, date à laquelle il démissionne en faveur de son fils Émile Brugalé.
Conseiller municipal à partir du 14 février 1875, il fut nommé premier adjoint au maire par décret du 23 mai 1876, puis maire par décret du président Mac Mahon du 25 septembre 1877 jusqu'au 5 janvier 1878, où il n'est pas réélu.
Il fut ensuite président de la société de secours mutuel de Combourg de sa création le 24 novembre 1879 à son décès.
Il est l'auteur d'un livre sur la guerre de 1870, et sur l'annexion des états pontificaux, paru en 1871 intitulé "De la guerre faite à la France et à la papauté." disponible sur Gallica.

## Conseil municipal actuel
Les 29 sièges composant le conseil municipal ont été pourvus le 15 mars 2020 lors du premier tour de scrutin. Actuellement, il est réparti comme suit : 
| 1re                        | Yolande Giroux *    | Finances, administration générale, environnement, développement durable et grands projets |
| 2e                         | Alain Cochard *     | Aménagement du territoire, sécurité et marché hebdomadaire                                |
| 3e                         | Odile Delahais *    | Vie économique et touristique et communication                                            |
| 4e                         | Jean Denoual        | Voirie, réseaux et affaires rurales                                                       |
| 5e                         | Isabelle Morel      | Petite enfance et enfance                                                                 |
| 6e                         | Jean-Luc Legrand *  | Sport et cadre de vie                                                                     |
| 7e                         | Marie-Noëlle Legros | Action sociale, santé publique et solidarité                                              |
| 8e                         | Jean-Pascal Desbois | Culture, jeunesse et numérique                                                            |
| * Conseiller communautaire |                     |                                                                                           |

## Résultats des élections municipales
Depuis 1983, Combourg est une ville qui vote traditionnellement à droite aux élections municipales. Il y a cependant une exception entre 1995 et 2001, période où la commune est dirigée par la socialiste Marie-Thérèse Sauvée, cette dernière ayant battu le RPR André Belliard. Cette parenthèse de six ans se referme lors du scrutin de mars 2001 avec l'élection du divers droite Joël Le Besco. 
Avant cette date, Combourg eut des maires classés au centre gauche. Ainsi, le radical-socialiste Eugène Legendre remplaça fin 1944 Joseph Hubert père décédé en fonction, auquel succéda Abel Bourgeois qui dirigea Combourg de 1945 à 1970 et fut réélu à cinq reprises, et enfin Joseph Hubert fils, premier édile de 1970 à 1971 et de 1977 à 1983.